# Культура накольчатой жемчужной керамики
Культура накольчатой жемчужной керамики (англ. Pricked Pearls Pottery culture) — археологическая культура эпохи позднего энеолита Западного Кавказа (Краснодарский край, Республика Адыгея, Карачаево-Черкесия, Ставропольский край) 4500—3000 гг. до н. э. Примерно до середины 1980-х годов не выделялась из майкопской культуры раннего бронзового века. Исследованные в разной степени поселения в основном локализуются в гористой местности (предгорьях) по обе стороны Большого Кавказского хребта. На Прикубанской равнине изучался пока только один значительный памятник — поселение Свободное.

## Варианты наименований
В настоящее время в археологических изданиях ещё нет единной формы наименования данной культуры. Встречаются несколько вариантов.
- Накольчатой жемчужной керамики — по С. Н. Кореневскому, Н. Г. Ловпаче
- Накольчато-жемчужной керамики
- Домайкопская, предмайкопская, протомайкопская культура — по А. А. Нехаеву, С. Н. Кореневскому, Н. Г. Ловпаче
- Энеолитическая культура Западного Кавказа — по С. М. Осташинскому
- Дарквети-мешоковская культура — по В. А. Трифонову[1]
- Закубанская (мешоковская) — по С. М. Осташинскому

Где «мешоковская культура» — по первому из исследованных памятников.

## История открытия
Изучение памятников культуры накольчатой жемчужной керамики (НЖК) началось только в 1957 году. В эти годы экспедиция Государственного Эрмитажа под руководством А. Д. Столяра и Кубанский отряд ИА АН СССР под руководством А. А. Формозова открыли в течение 1957—1964 годах ряд памятников в бассейнах рек Фарс и Белая на территории Адыгеи. В 1962—1966 годах археологом П. А. Дитлером было открыто и исследовалось поселение Ясеновая Поляна на реке Фарс. В 1963—1965 годах А. П. Руничем в районе кавказских Минеральных Вод была обследована стоянка Замок.
Первоначально все эти памятники относили к майкопской культуре, которую со времён открытия её Н. И. Веселовским в конце XIX века относили к энеолиту. Пересмотр взглядов начался после открытия в 1981 году А. А. Нехаевым поселения Свободное уже на равнине (менее значительные остатки другого поселения, исследованные им же в 1979 году не послужили поводом для этого). Другим поводом для выделения предмайкопа стало открытие первого поселения собственно майкопской культуры, с материалом, аналогичным Майкопскому кургану, — Галюгаевское 1 на Тереке.
В 2016/2017 годах А. Г. Козинцев, на основе изучения материалов укреплённых поселений Мешоко и Ясеновая Поляна, сформулировал положение о двухкомпонентном составе и различном происхождении их населения. Но пока в этом аспекте рассмотрены только два памятника.

## Происхождение и хронология

### Предшественники
Предшественником данной культуры на территории Западного Кавказа являлось население эпохи неолита, а также иногда упоминаемого в литературе раннего энеолита, чьи памятники ещё недостаточно изучены. Хотя есть предположение, что неолитическое население здесь вообще отсутствовало.

### Южный компонент
В последние годы материалы, ранее относившиеся к культуре накольчатой жемчужной керамики, рассматриваются как состоящие из двух культурных компонентов, имеющих разное происхождение. Более ранний слой на укреплённых поселениях представляет выделенная культура, скорее, ближневосточного (ещё домайкопского) происхождения. Именно эти пришельцы возводили крепости, на которых позже поселились представители культуры накольчатой жемчужной керамики.
Материалы строителей энеолитических крепостей отличаются преобладанием керамики ближневосточного типа со светлой лощёной гладкой поверхностью, редко с рифлёной поверхностью. Иногда сосуды имеют украшения в виде простых фигур, выполненных налепным валиком. Эта керамика схожа с несколько более поздней керамикой поселения Великент в Дагестане IV тыс. до н. э. Кроме того, эта культура имеет отличается бедным невыразительным кремнёвым инвентарём. На эти особенности указывали исследователи и ранее (А. Д. Столяр, А. А. Формозов, А. Д. Резепкин, С. М. Осташинский), например, называя такую керамику импортной, но о разделении культур самого населения заявлено только сейчас.

### Собственно культура НЖК
Сама культура накольчатой жемчужной керамики, скорее, не была более поздней. Однако в ранний период её поселения не имели укреплений (во всяком случае, мощных). Она не сменяет резко культуру строителей энеолитических крепостей, а постепенно замещает её. Эта культура отличается более грубой керамикой с соответствующим орнаментом, а также богатой и разнообразной кремнёвой индустрией. Хотя для культуры НЖК имеется ряд параллелей в Закавказье, её происхождение больше связывают со степными раннеэнеолитическими культурами: позднейшими памятниками второго периода азово-днепровской культуры (5200—4800 л. до н. э.), древнейшими среднестоговскими (с 5340 л. до н. э.), с Мариупольским могильником (5329±72 л. до н. э.), хвалынскими памятниками Поволжья (5000—4600 л. до н. э.). Этот период соответствует Триполью A. Наиболее ранний пример влияния степных культур на Северном Кавказе имеется в раннеэнеолитическом Нальчикском могильнике (5100—4900/4400 гг. до н. э.), которому синхронны поселения Терского бассейна (Агубеково, Тяллинг, Мыштулатылагат).
Если брать период широкого распространения собственно культуры НЖК, то схожие черты (декор керамики, каменные браслеты) имеются в синхронных ей энеолитических поселениях гребешковой керамики Терского бассейна и в поселениях Западной Грузии (Дзудзуана — Тетраминца). Эти влияния просматриваются в керамике с памятников, отдалённых от основного региона культуры НЖК, — района Сочи — Адлера и поселения Замок под Кисловодском.
На южном склоне Главного Кавказского хребта культура НЖК в ранний и средний свои периоды занимала часть территории Абхазии (пещеры Кодорского, Бзыбского и Мзымтинского ущелий). Но в новосвободненский период намечается резкое усиление влияния прибрежной абхазской культуры (Бзыбская пещера, навес у Голубого озера, площадка IV входа Воронцовской пещеры). Позднее абхазская культура полностью заняла эти территории.
В равнинном поселении Свободное, наоборот, прослеживается влияние с северо-запада, со стороны степных протоямных культур, в которых, кроме того, также имелись некоторые схожие элементы с культурой НЖК. Поэтому, хотя памятники культуры определённо представляют некое материальное и духовное единство, на периферии наблюдается некоторая схожесть с соседними энеолитическими обществами. И не исключено, что в будущем в культуре НЖК будут выделены более мелкие культурные группы.
Хронологически ранний период культуры НЖК укладывается в период 4500/4400—4000/3900 л. до н. э., что соответствует финалу Триполья BI, Триполью BIBII, памятникам новоданиловского типа среднестоговской культуры, времени древнейших курганов юга Восточной Европы. На Ближнем Востоке — это поздний период убейдской культуры (Ярым Тепе III; более древние слои, чем Арслан-тепе VII; древнее урукского периода Месопотамии).
На среднем и позднем этапе культура НЖК, сосуществует с майкопской культурой или, по другой терминологии, — майкопско-новосвободненской общностью — МНО (2-я пол. 4-го — нач. 3-го тыс. до н. э.). Скорее всего, так и сложился синкретичный горный вариант позднего этапа культуры МНО, который некоторые исследователи (А. Д. Резепкин) считают самостоятельной культурой (новосвободненская культура). (На равнине же майкопская культура дольше сохраняла первоначальные черты, пока не была замещена северокавказской культурой средней бронзы.) Более того, влияние культуры НЖК заметно даже в сменившей новосвободенскую дольменной культуре. Однако некоторые учёные придерживаются другого, довольно радикального, взгляда на периодизацию и хронологию рассматриваемого региона.

## Палеогенетика
У представителей дарквети-мешоковской культуры определены Y-хромосомные гаплогруппы J, J2a1-CTS900 (как и в майкопской культуре) и митохондриальная гаплогруппа R1a.

## Поселения и жилища
Население культуры НКЖ было оседлым и имело долговременные поселения (в отличие от подвижно-оседлых майкопцев). В горной местности поселения располагаются исключительно на возвышенностях, которые часто ограничены с одной стороны крутым склоном или пропастью. Другая сторона с пологим или вообще плоским рельефом могла укрепляться стеной из рваного камня, сложенного насухо. На равнине поселение прижималось к реке, а с поля огораживалось валом и сухим рвом. По верху вала, видимо, ещё проходила деревянная ограда. Жилища строились по кругу, вдоль укреплений. Внутри оставалось свободное пространство — иногда довольно значительное — где, видимо, содержался домашний скот.
Жилища были только турлучные, возможно, и глинобитные. Зафиксированы развалы стен и глиняная обмазка полов. В гротах же возводили, хотя бы частично, стены из камня. Очаги иногда оформлялись плитами известняка или, как предполагают, — специальными глиняными блоками. Использовались переносные мангалы. Один раз была обнаружена углублённая в землю и под большие камни глинобитная печь. Обычными были хозяйственные ямы.

### Поселение Мешоко
Согласно Осташинскому (2019), имеются существенные различия между верхними и нижними слоями поселения Мешоко. В нижних слоях поселения присутствует качественная лощеная керамика, но в то же время кремневая индустрия менее развита. Количество находок как керамики так и кремня почти в четыре раза меньше по сравнению с верхними слоями.
В верхних горизонтах керамика более грубая и пористая, но её намного больше, а кремневая индустрия переживает расцвет. Также, в керамике жемчужный орнамент присутствует в намного больших количествах по сравнению с нижними горизонтами.
По словам Осташинского, такая культурная эволюция была довольно длительной,
«… культурный комплекс верхних горизонтов появляется здесь не внезапно и не в „готовом“ виде. То есть речь идет не о смене культур при переходе от нижнего слоя поселения Мешоко к верхнему слою, а о культурной трансформации, что согласуется с результатами других исследований».
Вероятная хронология поселения Мешоко по недавним исследованиям 3990-3850 лет до н. э. (калиброванное значение). Культурный слой в близлежащем памятнике Мешоко-навес считается немного более поздним.

## Экономика
Экономика базировалась на земледелии и скотоводстве. Больше было крупного рогатого скота и свиней. Меньше — овец и коз. Хотя на причерноморских стоянках, наоборот, было больше мелкого рогатого скота. Имелась собака и, возможно, кошка. Лошадей не было. Занимались охотой (благородный олень, косуля, кабан, муфлон, зубр, осёл, медведь, барсук, волк, лиса, заяц, гусь, утка, мелкие птицы). Было развито рыболовство. В пищу использоволись также черепахи и моллюски.
О занятии замледелием свидетельствует наличие зернотёрок и костяных мотыжек. В некоторых районах Западного и Центрального Кавказа выявлено наличие древних земледельческих террас (Кисловодская котловина Ставропольского края, Карачаево-Черкесия, Краснодарский край и Севернаяя Осетия). Начало их возведения относят ко времени 4400—3500 гг. до н. э., то есть ко времени раннего и среднего периодов существования культуры НЖК.
Имелось ткачество, о чём говорят глиняные и каменные пряслица.
Уровень развития ремёсел был обычным для того периода. О торговых связях свидетельствует наличие привозного обсидиана, сердолика и морских ракушек. Обсидиан доставляли из Закавказья, за 600—650 км, а медь для степных поселений — с Балкан.
О металлургии пока слишком мало известно. В самый ранний период, видимо, пользовались только очень небольшим количеством готовых привозных медных изделий. В более поздний период уже встречаются глиняные льячки и шлак.

## Вещественный материал
Керамика — обычная для энеолита, ручной лепки, процесс отмучивания глины не применялся, глиняное тесто почти всегда насыщено различными видами отощителя. Сосуды — круглодонные, остродонные, с уплощенным дном. На позднем этапе появляются плоскодонные сосуды и сосуды с ручками. Встречаются миниатюрные сосудики, кружки, вазочки, плошки. Имелись цедилки, использовавшиеся для изготовления сыра. Признак, давший название всей культуре, — это присутствие на плечиках некоторых сосудов декора в виде жемчужин или, по другому, пуансонного орнамента, то есть выпуклин, продавленных изнутри по сырой ещё глине. Хотя встречается и другое оформление: налепные валики (гладкие и с защипами), сосцевидные налепы, прочерчивание, вдавливание штампиком или наколы. Иногда применялось лощение и раскраска тёмно-бурой краской.
Для круглодонных сосудов служили керамические переносные мангалы. Найдены глиняные блоки, в виде конусов и яйцевидные, видимо, предназначенные для строительства очагов. Имеется мелкая пластика — фигурки людей и животных, часто предельно схематичные. Из глины изготовляли бусы (или грузила для лески) и пряслица.
Камень был основным материалом для орудий. Из колких пород использовался, практически, почти только кремень. Очень редко встречается обсидиан. Самые массовые изделия — скребки. Много часто крупных вкладышей серпов с прямым лезвием. Имеются наконечники копий, дротиков и стрел. Наиболее ранние наконечники стрел — в виде вытянутых треугольников, с прямой или слабовогнутой базой. Где-то, наоборот, предпочитали чрешковые насады для дротиков и стрел. На позднем этапе появились приземистые несимметричные треугольники с сильновогнутой базой. Это, видимо, военные наконечники, напоминающие шипастые изделия новосвободненцев. Известна находка и асимметричного наконечника типа Новосвободной. Редки кремнёвые топоры. Имеются микролиты, преимущественно — сегменты, хотя есть треугольники, трапеции и прямоугольники. Остальной кремнёвый инвентарь обычен для поселений этой эпохи. На позднем этапе кремня в слоях поселений стало очень мало.
Шлифованные орудия и изделия представлены клиновидными топорами и тёслами из серпентинита, реже из диабаза, сланца и других пород. Отличительно особенностью культуры НКЖ является и наличие обломков каменных браслетов, массивных или плоских. Чаще всего они сделаны из серпентинита и сланца, но известны и керамические. Из камня (например, типа энстатита) вытачивались бусины и мелкий бисер. Имеются тёрочники разнообразных форм из того же серпентинита или любых галек. Конечно, много зернотёрок, гранитных, из крепкого песчаника и т. п. Всего четыре раза были найдены каменные изделия с крупным сверлением (булавы, молоток). Имеется одна находка обломка так называемого конеголового скипетра.
Из кости делали вкладышевые гарпуны, проколки, подвески, бусы, рыболовные крючки, лощила и шпатели для керамики, игральные кости, ложки, тёсла. Имеется находка костяного наконечника стрелы. Популярны были подвески из пластин расщеплённых клыков кабана. Из них делали и рыболовные крючки. Каплевидные подвески делали из зубов оленя или имитировали их костью.
Металл исключительно редок в слоях ранних и средних периодов культуры НЖК. Находки на всех поселениях — шилья, случайные бусинки, маленькая пластинка неясного назначения, пара маленьких колечек плоского сечения. В поздних слоях найдены ещё височное кольцо, маленький бесчеренковый нож, медный нож, долотце и несколько шильев. Имеется единичная находка височного колечка из золотой проволоки.

## Погребальный обряд
Немногие известные погребения (раннего периода) показывают, что хоронить могли под полом жилища (в пещере), но как часто это практиковалось — неизвестно. Могилы тесные, обложенные и перекрытые камнями. Поза покойника сильно скорченная, с прижатыми к туловищу коленями ног и одной руки к лицу. Вторая рука вытянута вдоль тела. На правом или левом боку. Но изначально, не исключено, он мог находиться и на спине. Ориентация — головой на юго-запад или на запад. Инвентарь присутствует, но немногочисленный. Посыпание охрой не производили — отдельные отметки и то не всегда. Скорченность может быть и меньшей. Известно захоронение одного лишь черепа в керамическом сосуде (стоянка Псоу-1).

## Известные поселения
(В разной степени исследованные).
- Ахштырь — Сочи. Стоянка открытого типа в прибрежной зоне.
- Ахштырская пещера — Адлерский район, река Мзымта. Исследовалась С. Н. Замятиным в 1936—1938 гг. В 1961—1965 гг. раскопки вели М. З. Паничкина и Е. А. Векилова. Последние исследования — в 1999—2008 гг. Ранний этап.
- Блиново — Сочи. Стоянка открытого типа в прибрежной зоне.
- Воронцовская пещера — в районе Адлера, на реке Кудепста. Стоянки в Очажном (средний этап), Колокольном, Заложенном гротах (поздний этап). Исследовалась Л. Н. Соловьёвым.
- Гуамский грот — Адыгея, район посёлка Гуамка, на реке Курджипс. Открыт в 1975 г. В. Е. Щелинским. Исследовался в 80-е XX в. В. А. Трифоновым.
- Гумария — Сочи. Стоянка открытого типа в прибрежной зоне.
- Гуфанго[18].
- Даховская пещера — Адыгея, около станицы Даховской. Содержала землянку или яму периода энеолита. Исследовалась 1957—1958 гг. группой А. Д. Столяра — А. А. Формозова.
- Замок — Ставропольский край, около г. Кисловодск, на скальной возвышенности. Ранний этап.
- Каменномостская пещера (верхний слой), Адыгея, в районе пос. Каменномостский, на берегу ручья Мешоко. Исследовалось в 1961 г. А. А. Формозовым. Поздний этап.
- Местонахождения в районе посёлка Каменномостский, станицы Даховской и хутора Весёлый. Найдены А. А. Формозовым[19].
- Мешоко — Адыгея, около посёлка Каменномостский, на высоком скальном плато над ручьём Мешоко, вблизи впадения его в реку Белая. С поля было защищено стеной из больших плит рваного камня, жилища располагались вдоль стены. Площадь — 1,5 га. Ранний и средний этап. Открыто в 1958 г. А. М. Ельяшевичем. В 1958—1960 гг. исследовалось А. Д. Столяром. Участвовали: А. А. Формозов, П. А. Дитлер, П. У. Аутлев и др. В 2007, 2008 гг. — раскопки С. М. Осташинского. В настоящее время соседствует и частично засыпано отвалом бывшего карьера и поселковой свалкой.
- Мешоко-навес — Адыгея, в районе посёлка Каменномостский, на ручье Мешоко. Открыто А. А. Щепинским в 1960 г. Исследовалось в 1961, 1962 гг. А. А. Формозовым, в 1963, 1964 гг. — А. Д. Столяром. В 2011—2015 гг. — раскопки С. М. Осташинского. Поздний этап.[20]
- Мысхако (поселение на Малой земле) — на берегу моря, в устье ручья Мысхако, на двух соседних холмах, в пригороде Новороссийска. Единственное известное на берегу моря. Открыто Н. О. Онайко в 1966 г. Мысхако I (Восточный холм), под слоем римского времени — раскопки Н. О. Онайко, 1969 г.; А. В. Дмитриев, 1979 г.; А. Н. Гей и Е. И. Савченко, 1990—1991, 2000—2002 гг.[21][22][23][24] В 2013 г. поселение подверглось разрушению[25].
- Навес на левом берегу реки Белой. Исследовался в 1958 г. А. А. Формозовым[26].
- Осиновое I — Адыгея; в районе станицы Новосвободной; на возвышенности, ограниченной с одной стороны обрывом. Площадь около 2,3 га. Ранний этап[27].
- Павловская Поляна, Адыгея, между станицами Абадзехской и Севастопольской, на мысе между двумя впадающими в реку Фюнтф ручьями. Только подъёмный материал. Обнаружена в 1959 г. П. А. Дитлером и П. У. Аутлевым, тогда же обследовалась А. А. Формозовым. Ранний этап.
- Псоу — Сочи. Стоянка открытого типа в прибрежной зоне.
- Пытапе — две крепости более поздних эпох над высоким обрывом левого берега реки Белой в г. Майкопе, подъёмный материал[28].
- Руфабго — Адыгея, на речке Руфабго, притоке Белой, в районе посёлка Каменномостский[29].
- Свободное — Адыгея, около села Красногвардейское, равнинная местность, берег речки, на первом этапе существования было защищено полукруглым рвом и валом, жилища располагались по окружности укрепления, затем вал был срыт, ров засыпан, жилища расположились на месте бывших укреплений. Ранний этап. Открыто и исследовалось с 1981 г. А. А. Нехаевым.
- Северное — на северо-восток от посёлка Советский, расположенного к северу от Майкопа. Энеолит и ранняя бронза[30].
- Скала — Адыгея, в районе пос. Каменномостский, на скальном уступе плато, недалеко от места его впадения в реку Белая. Средний этап. Открыто в 1959 г. А. А. Щепинским. Исследовалось в 1959—1960 гг. А. Д. Столяром и А. А. Формозовым.
- Унакозовские пещеры (№ 1, № 2, грот ТАО) — Адыгея, на ручье Мешоко. Исследовалось в 1985—1990 гг. Н. Г. Ловпаче. Ранний и средний период[31].
- Фабров Бугор — Апшеронский район, около станицы Тверской, на реке Пшиш.
- Хаджох (I, III) — Адыгея, около посёлка Каменномостский, скальные навесы над рекой Белой. Поздний этап. В 1958—1960 гг. исследовались группой А. Д. Столяра — А. А. Формозова (участвовали П. А. Дитлер и П. У. Аутлев).
- Хутор Весёлый — Адыгея, около хутора Весёлый, на плато. Имеются следы укрепления. Раскопки 1961, 1962 гг. А. А. Формозова и Е. Н. Черных. Средний этап[18][32].
- Щегор — Адыгея, Майкопский район, около посёлка Победа. Раскопки Ф. К. Джигуновой в 2003 г.[33]
- Ясеновая Поляна — Адыгея, в районе пос. Колосовка, на возвышенности, частично защищено стеной из рваного камня и булыжника, площадь — 9 га. Открыто и исследовалось П. А. Дитлером в 1962—1966 гг. (участвовал А. А. Формозов).

## Могильники
- Ахштырская пещера — погребение ребёнка.
- Псоу-1 — Сочи, прибрежная зона. Погребение в сосуде.
- Станица Кардоникская (Карачаево-Черкесия) — погребение 4/2, раскопки Х. Х. Биджиева. Не опубликовано[34].
- Станица Старонижнестеблиевская (Краснодарский край) — древнейшие комплексы кургана (могилы 13, 14, 29, 30). Раскопки Ю. А. Шаталина. Не опубликовано[34].
- Унакозовская пещера № 1 — три грунтовых погребения, обложенных камнем[16].